# 僧格
僧格（？—1670年），又作僧厄，17世纪准噶尔部首领。巴图尔珲台吉的第五子。1653年，由其父临终前指定为继承人。他加强与清朝的联系。抵御沙皇俄国的入侵。俄国强行对准部征税，僧格抗议，出兵攻打俄军哨所。1670年，僧格被异母兄车臣台吉和卓特巴巴图尔谋杀。之后，他的六弟噶尔丹继位。1697年，噶尔丹被康熙皇帝打败後，僧格的儿子策妄阿拉布坦成为准噶尔部的首领。
子
1. 策妄阿拉布坦
2. 索诺木阿拉布坦
3. 丹津鄂木布